# パオロ・エスピーノ
パオロ・アレサンドロ・エスピーノ（Paolo Alesandro Espino, 1987年1月10日 - ）はパナマ共和国パナマ市出身のプロ野球選手（投手）。右投右打。メキシカンリーグのケレタロ・コンスピレーターズ所属。
WBCでバッテリーを組んだダマソ・エスピーノは従兄である。

## 経歴

### プロ入りとマイナー時代
2006年3月に第1回WBCのパナマ代表に選出された。6月にはMLBドラフト10巡目（全体311位）でクリーブランド・インディアンスから指名され、翌2007年にプロデビュー。
2009年開幕前の3月に第2回WBCのパナマ代表に選出され、2大会連続2度目の選出を果たした。
2012年11月に母国パナマで行われた第3回WBC予選のパナマ代表に選出され、3大会連続3度目の選出を果たした。
2013年11月18日にシカゴ・カブスとマイナー契約を結んだ。
2014年3月27日に自由契約となり、4月10日にワシントン・ナショナルズとマイナー契約を結んだ。ナショナルズ傘下には2016年まで3年間在籍した。

### ブルワーズ時代
2016年11月15日にミルウォーキー・ブルワーズとマイナー契約を結んだ。
2017年は開幕から傘下のAAA級コロラドスプリングス・スカイソックスでプレーし、ウィリー・ペラルタがリリーフに配置転換したチーム事情からメジャーに昇格し、5月19日にメジャー契約を結んでアクティブ・ロースター入りした。メジャーデビューとなった同日のカブス戦では先発を任され、4回を2失点の投球だった（勝敗は付かず）。8月23日にアーロン・ブルックスの加入に伴ってDFAとなった。

### レンジャーズ時代
2017年8月26日に金銭トレードで、テキサス・レンジャーズへ移籍した。レギュラーシーズン終了後の10月10日にマイナー契約でAAA級ラウンドロックに降格した。オフの11月6日にFAとなったが、12月21日にレンジャーズとマイナー契約を結び、2018年のスプリングトレーニングに招待選手として参加することになった。
2018年4月19日に自由契約となった。

### ブルワーズ傘下時代
2018年5月1日にブルワーズとマイナー契約を結んだ。移籍後は主にAAA級コロラドスプリングスでプレーした。オフの11月2日にFAとなった。

### ナショナルズ時代
2019年1月16日にナショナルズとマイナー契約を結んだ。この年は傘下のルーキー級ガルフ・コーストリーグ・ナショナルズとAAA級フレズノ・グリズリーズでプレーし、2球団合計で19試合（先発17試合）に登板して8勝4敗、防御率5.59、102奪三振を記録した。
2020年9月21日にメジャー契約を結んでアクティブ・ロースター入りした。レギュラーシーズン終了後の10月9日にマイナー契約となってAAA級フレズノに送られ、翌10日にFAとなった。その後、10月15日にナショナルズと再びマイナー契約を結び、2021年のスプリングトレーニングに招待選手として参加することになった。
2021年4月18日にメジャー契約を結んでアクティブ・ロースター入りした。6月16日のパイレーツ戦で5回無失点に抑え、メジャー初勝利を記録した。

## 選手としての特徴
WBCでは主にセットアッパーとしての起用が多く、速球を武器に高い奪三振率を誇るかつてのパナマの有望株。

## 詳細情報

### 年度別投手成績
| 年 度    | 球 団    | 登 板 | 先 発 | 完 投 | 完 封 | 無 四 球 | 勝 利 | 敗 戦 | セ 丨 ブ | ホ 丨 ル ド | 勝 率 | 打 者 | 投 球 回 | 被 安 打 | 被 本 塁 打 | 与 四 球 | 敬 遠 | 与 死 球 | 奪 三 振 | 暴 投 | ボ 丨 ク | 失 点 | 自 責 点 | 防 御 率 | W H I P |
| -------- | -------- | ----- | ----- | ----- | ----- | -------- | ----- | ----- | -------- | ----------- | ----- | ----- | -------- | -------- | ----------- | -------- | ----- | -------- | -------- | ----- | -------- | ----- | -------- | -------- | ------- |
| 2017     | MIL      | 6     | 2     | 0     | 0     | 0        | 0     | 0     | 0        | 0           | ----  | 82    | 17.2     | 17       | 5           | 8        | 0     | 3        | 13       | 0     | 0        | 13    | 12       | 6.11     | 1.42    |
| 2017     | TEX      | 6     | 0     | 0     | 0     | 0        | 0     | 0     | 0        | 1           | ----  | 27    | 6.1      | 6        | 2           | 2        | 0     | 0        | 7        | 0     | 0        | 4     | 4        | 5.68     | 1.26    |
| '17計    | TEX      | 12    | 2     | 0     | 0     | 0        | 0     | 0     | 0        | 1           | ----  | 109   | 24.0     | 23       | 7           | 10       | 0     | 3        | 20       | 0     | 0        | 17    | 16       | 6.00     | 1.38    |
| 2020     | WSH      | 2     | 1     | 0     | 0     | 0        | 0     | 0     | 0        | 0           | ----  | 27    | 6.0      | 8        | 1           | 2        | 0     | 0        | 7        | 0     | 0        | 3     | 3        | 4.50     | 1.67    |
| 2021     | WSH      | 35    | 19    | 0     | 0     | 0        | 5     | 5     | 1        | 0           | .500  | 455   | 109.2    | 108      | 19          | 25       | 2     | 1        | 92       | 1     | 0        | 53    | 52       | 4.27     | 1.21    |
| MLB：3年 | MLB：3年 | 49    | 22    | 0     | 0     | 0        | 5     | 5     | 1        | 1           | .500  | 591   | 139.2    | 139      | 27          | 37       | 2     | 4        | 119      | 1     | 0        | 73    | 71       | 4.58     | 1.26    |

- 2021年度シーズン終了時

### 年度別守備成績
| 年 度 | 球 団 | 投手（P） | 投手（P） | 投手（P） | 投手（P） | 投手（P） | 投手（P） |
| 年 度 | 球 団 | 試 合     | 刺 殺     | 補 殺     | 失 策     | 併 殺     | 守 備 率  |
| ----- | ----- | --------- | --------- | --------- | --------- | --------- | --------- |
| 2017  | MIL   | 6         | 1         | 1         | 0         | 0         | 1.000     |
| 2017  | TEX   | 6         | 0         | 1         | 0         | 0         | 1.000     |
| '17計 | TEX   | 12        | 1         | 2         | 0         | 0         | 1.000     |
| 2020  | WSH   | 2         | 0         | 0         | 0         | 0         | ----      |
| 2021  | WSH   | 35        | 9         | 11        | 0         | 0         | 1.000     |
| MLB   | MLB   | 49        | 10        | 13        | 0         | 0         | 1.000     |

- 2021年度シーズン終了時

### 背番号
- 56（2017年 - 同年8月22日）
- 38（2017年9月1日 - 同年終了）
- 52（2020年）
- 30（2021年 - ）

### 代表歴
- 2006 ワールド・ベースボール・クラシック・パナマ代表
- 2009 ワールド・ベースボール・クラシック・パナマ代表
- 2013 ワールド・ベースボール・クラシック・パナマ代表